# Scraptia atrosuturalis
Scraptia atrosuturalis Pic es una especie de coleóptero de la familia Scraptiidae.

## Descripción
La especie es estrecha, brillante, de color rojizo-testáceo, con las patas y los élitros amarillos, estos últimos bordeados de negro, incluyendo la sutura, y la parte inferior del cuerpo es ampliamente negra.

## Distribución geográfica
Habita en Madagascar.